# Frankie Amaya
Franuel „Frankie” Amaya (ur. 26 września 2000 w Santa Ana) – amerykański piłkarz pochodzenia meksykańskiego występujący na pozycji środkowego lub ofensywnego pomocnika, od 2025 roku zawodnik Los Angeles FC.